# José Ornelas Carvalho
José Ornelas Carvalho S.C.I. (Porto da Cruz, Machico, 5 de janeiro de 1954) é um bispo católico português, sendo atualmente Bispo de Leiria-Fátima e presidente da Conferência Episcopal Portuguesa. Anteriormente foi Bispo de Setúbal (2015–2022) e Superior-Geral da Congregação dos Sacerdotes do Sagrado Coração de Jesus (27 de maio de 2003 até 6 de junho de 2015).

## Biografia
Professou os votos temporários em 29 de setembro de 1972, ano em que iniciou os estudos em Filosofia. Dois anos mais tarde seguiu para uma formação missionária em Moçambique. Foi ordenado presbítero a 9 de agosto de 1981 no Funchal. Obteve o doutoramento em Teologia Bíblica em 1997 e foi professor na Universidade Católica Portuguesa, em Lisboa, secretário da Faculdade de Teologia e instrutor no Seminário de Alfragide. Em 2000 foi eleito Superior Provincial da Província Portuguesa.
Integrou a comissão de preparação do 21.º Capítulo sob o tema "Dehonianos em Missão: um coração aberto e solidário". Nesta reunião, em 27 de maio de 2003 foi eleito Superior-Geral da Congregação dos Sacerdotes do Sagrado Coração de Jesus.
Em 2009 foi reconduzido no cargo para o período de 2009 a 2015.
Em 26 de fevereiro de 2013 foi pela primeira vez indicado na comunicação social como um dos possíveis sucessores do Patriarca de Lisboa.
A 24 de agosto de 2015, D. José Ornelas Carvalho foi nomeado Bispo de Setúbal pelo Papa Francisco, sucedendo a D. Gilberto Canavarro dos Reis que renunciou por motivos de idade. A ordenação episcopal ocorreu em Setúbal, em 26 de outubro de 2015.
Em 2020, foi eleito para um mandato de três anos como presidente da Conferência Episcopal Portuguesa, tendo sido reeleito em 2023 para novo mandato de três anos.
Em 28 de janeiro de 2022, D. José Ornelas Carvalho foi nomeado Bispo de Leiria-Fátima pelo Papa Francisco.

## Alegações de encobrimento de casos de abuso sexual
Em Outubro de 2022, foi noticiado que D. José Ornelas está a ser investigado pela Procuradoria-Geral da República por suspeitas de "comparticipação em encobrimento" de casos de abusos sexuais de menores.
O caso teria acontecido em 2011, em Moçambique, quando José Ornelas era alto representante dos dehonianos (Congregação dos Sacerdotes do Sagrado Coração de Jesus), congregação à qual pertencia o padre que dirigia o orfanato onde os abusos terão alegadamente ocorrido.
Nessa altura, um professor português, João Oliveira, ouviu de um aluno que frequentava o Centro Polivalente Leão Dehon, em Gurué, o relato de alegados abusos cometidos sobre crianças no orfanato, dirigido pelo padre italiano Luciano Cominotti.
O docente deu conhecimento do caso a D.José Ornelas, que agradeceu dizendo que o padre Cominotti não estava sob a sua autoridade, mas da diocese.
Já em 2022, o mesmo docente enviou uma denúncia, agora visando José Ornelas por inação. A queixa foi enviada diretamente ao Presidente Marcelo Rebelo de Sousa, que a remeteu à PGR. "Não tenho conhecimento formal dessa denúncia. Não sinto que tenha existido negligência da minha parte", afirmou o bispo aos jornais, assegurando que cumpriu "com toda a sinceridade com os procedimentos adequados". Admitiu, no entanto, que este tipo de casos são agora tratados de forma diferente.
A 8 de Outubro de 2022, foi novamente envolvido no caso de um padre de Fafe, Abel Maia, acusado em 2015.
Em março de 2023, enquanto presidente da Conferência Episcopal Portuguesa, durante uma conferência de imprensa de reação à entrega aos bispos dos nomes de sacerdotes suspeitos, por parte da Comissão Independente para o Estudo dos abusos sexuais de menores na Igreja Católica, causou forte polémica por ter afirmado que apenas havia sido recebida «uma lista de nomes», o que tornaria a Igreja Católica impotente para investigar os casos e os sacerdotes suspeitos. Dias depois, afirmou não ter sido feliz na reação e nas palavras utilizadas durante a conferência de imprensa, mas continuou a recusar comprometer-se com o afastamento preventivo dos sacerdotes suspeitos indicados nas listas elaboradas pela Comissão Independente. As posições expressas por D. José Ornelas motivaram fortes críticas do presidente da República, Marcelo Rebelo de Sousa, que considerou a reação da Conferência Episcopal Portuguesa «uma desilusão» e que esta havia falhado pela demora na assunção de responsabilidades e na reação ao relatório da Comissão Independente, que aponta para cerca de cinco mil vítimas de abuso sexual na Igreja Católica, e na recusa do afastamento preventivo de sacerdotes suspeitos de abuso sexual de menores. Também os membros da Comissão Independente e as testemunhas e vítimas de abuso sexual de menores criticaram fortemente as posições expressas por D. José Ornelas. D. José Ornelas respondeu ao presidente da República, referindo que respeitava, mas não concordava com a opinião de Marcelo Rebelo de Sousa, e que a Igreja Católica assumia as suas responsabilidades, mas recusava fazer «caça às bruxas» e que só com indícios sólidos seriam afastados sacerdotes suspeitos de abuso sexual de menores.